# اوکتاها (اکلاهما)
اوکتاها(به انگلیسی: Oktaha) شهری در ایالت اکلاهما کشور ایالات متحده آمریکا است که جمعیت آن در سرشماری سال ۲۰۱۰ میلادی، ۳۹۰ نفر بوده‌است.